# Romana Hejdová
Romana Hejdová (* 9. květen 1988 Brno) je česká basketbalová reprezentantka, účastnice Mistrovství Evropy v letech 2007 a 2011 a Olympijských her v roce 2008. Zúčastnila se rovněž Univerziády v roce 2009.
Hraje na postu křídla. Dříve působila v klubu BK Frisco Brno. Od srpna 2013 hraje za francouzský celek Union Féminine Angers Basket 49.

## Úspěchy
- 4. místo ME juniorek 2005
- 4. místo Univerziáda 2009
- 5. místo ME 2007
- 7. místo MS juniorek 2007
- 7. místo Letní olympijské hry 2008
- 4. místo ME 2011
- 1. místo Liga České republiky 2005/2006 a 2009/2010